# Mary Holland
Mary Holland (nascida em 24 de junho de 1985) é uma atriz e comediante estadunidense.

## Infância e educação
Holland nasceu e foi criada em Galax, Virginia . Ela frequentou o Interlochen Center for the Arts e recebeu o título de Bacharel em Belas Artes pela Northern Illinois University.

## Carreira
Depois de se formar na faculdade, ela começou a se apresentar no Upright Citizens Brigade Theatre . Ela é membra do elenco do show principal da UCB, Asssscat.
Holland é membra do grupo de comédia improvisada Wild Horses, junto com Lauren Lapkus, Erin Whitehead e Stephanie Allynne.
Em 2015, Holland foi escalada para a série Blunt Talk da Starz, onde interpreta Shelly Tinkle até o cancelamento da série após duas temporadas. Em 2016, ela foi escalada para um papel recorrente na série Veep da HBO e no filme Unicorn Store . Em 28 de fevereiro de 2017, Holland foi escalada para o piloto de comédia da ABC, Household Name, ao lado de Carol Burnett .
Em 26 de julho de 2020, Holland participou do Sequester: Undercover Mini, no qual interpretou a Lemon. Todas as doações para a participação de Holland foram para o Black Trans Travel Fund. Também em 2020, ela estrelou no episódio final da décima temporada de Curb Your Enthusiasm .

## Filmografia

### Filme
| Ano  | Título original                  | Papel                 | Notas              |
| ---- | -------------------------------- | --------------------- | ------------------ |
| 2016 | Mike and Dave Need Wedding Dates | Becky                 |                    |
| 2017 | And Then There Was Eve           | Laura                 |                    |
| 2017 | Unicorn Store                    | Joanie                |                    |
| 2018 | The Package                      | Enfermeira da Triagem |                    |
| 2019 | Greener Grass                    | Kim Ann               |                    |
| 2019 | Good Posture                     | Pauline               |                    |
| 2019 | Between Two Ferns: The Movie     | Gerri Plop            |                    |
| 2020 | Happiest Season                  | Jane Caldwell         | Também co-escritor |
| 2024 | Nightbitch                       | Miriam                |                    |

### Televisão
| Ano          | Título original                                    | Papel                   | Notas                                         |
| ------------ | -------------------------------------------------- | ----------------------- | --------------------------------------------- |
| 2013–2016    | Comedy Bang! Bang!                                 | Vários                  | 6 episódios                                   |
| 2014         | Silicon Valley                                     | Sherry                  | Episódio: "Proof of Concept"                  |
| 2014         | The Birthday Boys                                  | Vários                  | Episódio: "Cerf's Folly"                      |
| 2015         | Parks and Recreation                               | Victoria Herzog         | Episódio: "Ron & Jammy"                       |
| 2015–2016    | Blunt Talk                                         | Shelly Tinkle           | 19 episódios                                  |
| 2015         | The Mindy Project                                  | Mom #1                  | Episódio: "Jody Kimball-Kinney Is My Husband" |
| 2015         | Truth Be Told                                      | Amy                     | Episódio: "The Ecosystem"                     |
| 2016         | It's Always Sunny in Philadelphia                  | Blair                   | Episódio: "Dee Made a Smut Film"              |
| 2016–2018    | Animals.                                           | Várias vozes            | 7 episódios                                   |
| 2016         | The Good Place                                     | Paula Ouncerock         | Episódio: "What We Owe to Each Other"         |
| 2016         | Mr. Neighbor's House                               | Miss Lady               | Especial de TV                                |
| 2016–2017    | The UCB Show                                       | Vários                  | 3 episódios                                   |
| 2017         | Michael Bolton's Big, Sexy Valentine's Day Special | Dianne                  | Variedade Especial                            |
| 2017         | New Girl                                           | Gil                     | Episódio: "Young Adult"                       |
| 2017         | Shrink                                             | Rachel                  | 8 episódios                                   |
| 2017         | Brooklyn Nine-Nine                                 | Tricia                  | Episódio: "Moo Moo"                           |
| 2017         | Veep                                               | Shawnee Tanz            | 5 episódios                                   |
| 2017         | Bajillion Dollar Propertie$                        | Missy                   | Episódio: "A Divided House"                   |
| 2017         | Dice                                               | Trudy                   | 2 episódios                                   |
| 2018         | Crazy Ex-Girlfriend                                | Cat Store Clerk         | Episódio: "Trent?!"                           |
| 2018–present | Craig of the Creek                                 | Maney (voz)             | 5 episódios                                   |
| 2018         | American Housewife                                 | Ashley Clark            | Episódio: "Sliding Sweaters"                  |
| 2018         | Mr. Neighbor's House 2                             | Miss Lady               | TV special                                    |
| 2018         | Happy Together                                     | Suzanne                 | Episódio: "Pilot"                             |
| 2018         | Fresh Off the Boat                                 | Cindy                   | Episódio: "Cousin Eddie"                      |
| 2019         | Speechless                                         | Caroline                | Episódio: "THE S-T-A-- STAIRCASE"             |
| 2019         | Abby's                                             | Sharon                  | Episódio: "The Fish"                          |
| 2020         | Duncanville                                        | (voz)                   | 2 episódios                                   |
| 2020         | Curb Your Enthusiasm                               | Tara Cooper             | Episódio: "The Spite Store"                   |
| 2020         | Robbie                                             | Janie                   | 8 episódios                                   |
| 2020         | Homecoming                                         | Wendy                   | 4 episódios                                   |
| 2020         | Harley Quinn                                       | Jennifer, Tabitha (voz) | 2 episódios                                   |
| 2020         | Star Wars: Jedi Temple Challenge                   | AD-3 (voz)              | 10 episódios                                  |
| 2020         | Mapleworth Murders                                 | Lanie Delabouche        | 3 episódios                                   |
| 2020         | Hoops                                              | Connie (voz)            | 8 episódios                                   |
| 2020         | Big City Greens                                    | Chairwoman (voz)        | Episódio: "Chipwrecked"                       |